# Соралі

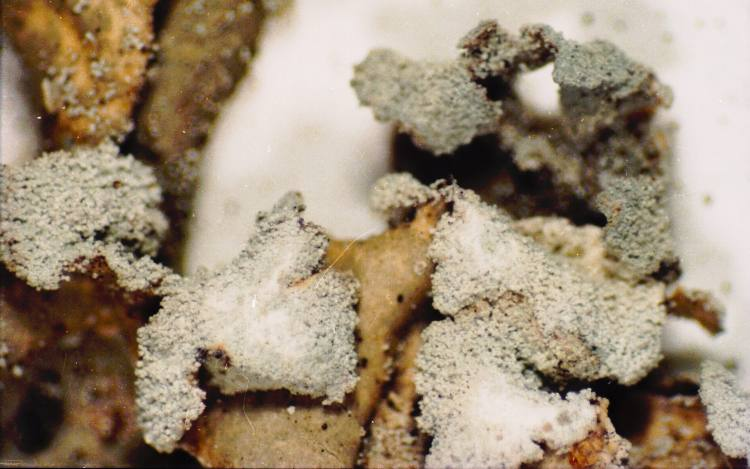
Соралі на Hypogymnia physodes

Соралі —  скупчення соредій. Наявність чи відсутність соредій і сораль, їхнє положення, форма і колір постійні для певних лишайників і слугують науковцям для їх визначення.